# Sofija Własowa
Sofija Własowa (ur. 10 października 1991 w Kijowie) – ukraińska łyżwiarska szybka specjalizująca się w short tracku, olimpijska.
Wystąpiła na Zimowych Igrzyskach Olimpijskich 2014. W biegu na 1000 m odpadła w eliminacjach. Wystąpiła na mistrzostwach świata w latach 2010, 2011, 2012, 2013. Najlepszy wynik uzyskany w klasyfikacji generalnej mistrzostw to 34. miejsce uzyskane w latach 2011 i 2012. W pojedynczych konkurencjach jej najlepsze miejsce to 21. pozycja w 2012 roku w biegu na 500 m.

## Rekordy życiowe
- 500 m – 45,442 (2013)
- 1000 m – 1:32,495 (2014)
- 1500 m – 2:26,190 (2012)